# Escuts i banderes del Baix Penedès
Els escuts i banderes del Baix Penedès són el conjunt de símbols que representen els municipis d'aquesta comarca.
S'hi inclouen els escuts i les banderes oficialitzats per la Conselleria de Governació i Administracions Públiques de la Generalitat de Catalunya des del 1981, que és qui en té la competència.
Pel que fa als escuts comarcals, alguns s'han creat expressament per representar els Consells i, per extensió, són el símbol de tota la comarca. En altres casos, com en la comarca del Baix Penedès, no trobem cap símbol heràldic que la identifiqui.
No tenen escut ni bandera oficialitzats els municipis de l'Arboç i el Vendrell.

## Escuts oficials

Albinyana Aprovat el 20 de febrer de 1987.[1]
Banyeres del Penedès Aprovat el 17 de juny de 1986.[2]
Bellvei Aprovat el 27 d'agost de 1990.[3]
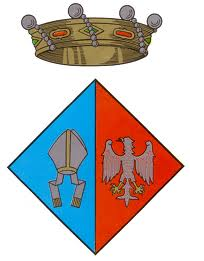
la Bisbal del Penedès Aprovat el 22 de setembre de 1989.
Bonastre Publicat al DOGC el 27 de març de 2008.[5]
Calafell Publicat al DOGC el 30 de juliol de 1982.[6]
Cunit Aprovat l'1 de juny de 1983.[7]
Llorenç del Penedès Aprovat el 21 d'abril de 1983.[8]
Masllorenç Aprovat el 8 de maig de 1996.[9]
el Montmell Publicat al DOGC el 3 d'abril de 2006 .[10]
Sant Jaume dels Domenys Aprovat el 17 d'agost de 1993.[11]
Santa Oliva Aprovat el 3 d'octubre de 1989.[12]

## Banderes oficials

Banyeres del Penedès Publicada al DOGC el 23 de desembre de 2008.[13]
Bellvei Publicada al DOGC el 10 de juliol de 1991.[14]
Bonastre Publicada al DOGC el 4 de febrer de 2009.[15]
Cunit Publicada al DOGC el 21 d'octubre de 1991.[16]
Llorenç del Penedès Publicada al DOGC el 27 d'octubre de 1998.[17]
Sant Jaume dels Domenys Publicada al DOGC el 27 d'octubre de 1998.[18]